# 唱片排行榜
在音樂產業中，唱片排行榜也称音乐排行榜，是根据特定标准对特定时期内录制音乐进行的排名。全球排行榜标准各异，通常为组合排名，包括唱片销量、电台播放量、下载量和流媒体活动量。